# Nielepowo
Nielepowo (biał. Нялепава, Nialepawa; ros. Нелепово, Nielepowo) – wieś na Białorusi, w obwodzie mińskim, w rejonie nieświeskim, w sielsowiecie Snów.

## Historia
W XIX i w początkach XX w. położone było w Rosji, w guberni mińskiej, w powiecie nowogródzkim, w gminie Snów.
W dwudziestoleciu międzywojennym wieś i folwark leżące w Polsce, w województwie nowogródzkim, w powiecie nieświeskim, w gminie Snów. W 1921 wieś liczyła 276 mieszkańców, zamieszkałych w 48 budynkach, w tym 269 Białorusinów, 3 Polaków i 4 osoby innej narodowości. 274 mieszkańców było wyznania prawosławnego i 2 rzymskokatolickiego. Folwark liczył zaś 9 mieszkańców, zamieszkałych w 1 budynku, w tym 5 Polaków i 4 Białorusinów. 8 mieszkańców było wyznania prawosławnego i 1 rzymskokatolickiego.
Po II wojnie światowej w granicach Związku Sowieckiego. Od 1991 w niepodległej Białorusi.

## Ludzie związani z miejscowością
- Julian Mikuła (ur. w 1904 w Nielepowie) – podoficer Wojska Polskiego, ofiara zbrodni katyńskiej[3]
- Wital Mikuła (ur. w 1913 w Nielepowie) – białoruski oficer Wojska Polskiego, Białoruskiej Obrony Krajowej i 30 Dywizji Grenadierów SS
- Alina Bachar (ur. w 1952 w Nielepowie) – białoruska inżynier i polityk